# Chipre en el Festival de la Canción de Eurovisión 2018
Chipre participó en el "Festival de la Canción de Eurovisión 2018 con Eleni Foureira, con un tema llamado Fuego, quedando segunda.

## Elección interna
La cadena chipriota confirmó la participación de Chipre el 22 de agosto de 2017 Si bien inicialmente habían anunciado que realizarían una preselección televisada, finalmente decidieron seleccionar internamente a Eleni Foureira, desvelada como representante el 1 de marzo de 2018. La canción que interpretará en Eurovisión, Fuego, se publicó el 2 de marzo de 2018.

## En Eurovisión
El Festival de la Canción de Eurovisión 2018 tendrá lugar en el Altice Arena de Lisboa, Portugal y consistirá en dos semifinales el 8 y 10 de mayo y la final el 12 de mayo de 2018. De acuerdo con las reglas de Eurovisión, todas las naciones con excepción del país anfitrión y los "5 grandes" (Big Five) deben clasificarse en una de las dos semifinales para competir en la Gran Final; los diez mejores países de cada semifinal avanzan a esta final. Chipre estará en la semifinal 1, actuando en el puesto 19.